# Szeptember 29.
Szeptember 29. az év 272. (szökőévben 273.) napja a Gergely-naptár szerint. Az évből még 93 nap van hátra.
Névnapok: Mihály + Gábor, Gabos, Gábriel, Gabriella, Kapolcs, Mikes, Rafael, Ráfis

## Események
- 440 – I. Nagy Leó pápa felszentelése.
- 1502 – II. Ulászló magyar király Székesfehérvárott feleségül veszi Candalei Annát, akit ugyanaznap ugyanott Bakócz Tamás esztergomi érsek magyar királynévá koronáz.
- 1534 – Majláth István elfoglalja Medgyest, Lodovico Grittit kivégzik.
- 1650 – Angliában Henry Robinson megnyitja a világ első házasságközvetítő irodáját.
- 1829 – Londonban megalapítják a Metropolitan Police-t, melynek főhadiszállása a Scotland Yard. A Metropolitan Police a területi rendőrség , amely London 32 kerületének rendfenntartásáért felelős .
- 1848 – A pákozdi csatában a magyar honvédsereg megállítja Jellasics tábornagy, horvát bán császári hadseregét.
- 1848 – Eötvös József elhagyja Magyarországot, Bécsbe, majd Münchenbe távozik.
- 1849 – Megjelenik az első sztenderd sakk-készlet, a máig használt Staunton sakk-készlet.
- 1893 – Megalakul az Országos Függetlenségi Párt (Herman Ottó és 12 társa).
- 1902 – Megnyílik az első színház a Broadway-n, alapítója David Belasco.
- 1903 – A I. Ferenc József király Khuen-Héderváry Károly grófot nevezi ki miniszterelnökké.
- 1907 – Elkezdődik a washingtoni National Cathedral építése. Befejezése 83 évvel később ugyanezen a napon történik 1990-ben.
- 1911 – Olaszország hadat üzen az Oszmán Birodalomnak, az olasz flotta blokád alá veszi és bombázza Tripoliszt (ma Tripoli, Líbia fővárosa). Megkezdődik az olasz–török háború.
- 1918 – Bulgária és az antanthatalmak fegyverszünetet kötnek Szalonikiben.
- 1926 – A budapesti polgármester-választáson a kormány hivatalos jelöltje, Sipőcz Jenő győz.
- 1929 – Budapesten megalakul a lengyel–magyar kulturális kapcsolatok terén tevékenykedő Magyar Mickiewicz Társaság.
- 1931 – A kormány elrendeli az 5000 pengőt meghaladó külföldi tartozások és követelések kötelező bejelentését a Magyar Nemzeti Banknál.
- 1932 – Horthy Miklós kormányzó Gömbös Gyulát nevezi ki miniszterelnökké.
- 1936 – Francisco Franco tábornokot a „Junta de Defensa Nacional” kinevezi Spanyolország államfőjévé, és a nacionalista fegyveres erők főparancsnokává.
- 1936 – A Magyar Királyi Belügyminisztérium rendelete alapján e naptól kezdve tilos minden politikai jellegű népgyűlés, felvonulás, körmenet.
- 1938 – Aláírják a müncheni egyezményt, amely Csehszlovákia feldarabolásához vezet.
- 1941 – A Szovjetunió csatlakozik az Atlanti Charta szervezetéhez.
- 1943 – A magyar kormány elismeri Benito Mussolini ellenkormányát.
- 1951 – A Minisztertanács határozatot hozott a „Néphadsereg napjá”-nak bevezetéséről, illetve megünnepléséről. (a pákozdi győzelem emlékére).
- 1954 – Aláírják a CERN (a részecskefizikai kutatások európai szervezetének) alapító okiratát.
- 1957 – A szovjet Majak atomlétesítményben bekövetkezett robbanás miatt óriási mennyiségű radioaktív hulladék került a környezetbe.
- 1961 – A damaszkuszi katonai felkelés következtében felbomlik az Egyiptom és Szíria részvételével 1958-ban létrehozott Egyesült Arab Köztársaság (EAK), de Egyiptom megtartja ezt az elnevezést.
- 1965 – Meghirdetik a „Brezsnyev-doktrinát”, mely a szocialista országokat a Szovjetunió érdekkörébe rendeli.
- 1977 – A Szovjetunióban fellövik a Szaljut–6 űrállomást.
- 1979 – Első alkalommal látogat Írországba (II. János Pál pápa).
- 1987 – Franz Vranitzky osztrák kancellár Budapesten tárgyal. Nyilatkozatot adnak ki, mely fölveti az 1995-ös világkiállítás közös megrendezésének lehetőségét.
- 1988 – Az ENSZ Békefenntartó Erői Nobel-békedíjat kaptak.
- 1988 – Budapesten mintegy 3000 egyetemista és főiskolás tüntet a bős–nagymarosi vízlépcső megépítése ellen.
- 1992-ig ez volt a Magyar Honvédség Napja, a Pákozdi csata évfordulója. 1992-ben az immár önálló Horvátország érzékenységére való tekintettel ezt az ünnepet a magyar kormány május 21-ére, Buda 1849-es visszavívásának évfordulójára helyezte át.
- 2011 – A Góbi sivatagban lévő Csiu-csüen űrközpontból indított Hosszú Menetelés rakéta segítségével Kína Föld körüli pályára állítja Mennyei Palota elnevezésű űrállomásmodulját.[1]

## Sportesemények
Formula–1
- 1991 –  spanyol nagydíj, Barcelona - Győztes: Nigel Mansell (Williams Renault)
- 2002 –  amerikai nagydíj, Indianapolis - Győztes: Rubens Barrichello (Ferrari)

## Születések
- i. e. 106 – Pompeius római hadvezér, tengernagy († i. e. 48)
- 1511 – Szervét Mihály spanyol humanista és természettudós, a kisvérkör felfedezője, az unitárius univerzalizmus egyik kiemelkedő úttörője († 1553)
- 1518 – Jacopo Tintoretto olasz (itáliai) reneszánsz festőművész († 1594)
- 1547 – Miguel de Cervantes spanyol író, a Don Quijote alkotója († 1616)
- 1571 – Caravaggio olasz festőművész († 1610)
- 1758 – Horatio Nelson brit admirális († 1805)
- 1832 – Joachim Oppenheim rabbi, író († 1891)
- 1863 – Alfred Meebold német botanikus, író, antropozófus († 1952)
- 1886 – Eugène Pollet olimpiai bronzérmes francia tornász († 1967)
- 1888 – Bársony Dóra magyar opera-énekesnő († 1972)
- 1894 – Dr. Hetényi Géza magyar orvos, belgyógyász, az MTA tagja († 1959)
- 1899 – Bíró László József magyar újságíró, festőművész, feltaláló,  a golyóstoll ("BIC") feltalálója († 1985)
- 1901 – Enrico Fermi Nobel-díjas olasz atomfizikus († 1954)
- 1906 – Machovits István Kossuth-díjas magyar darutervező mérnök († 1995)
- 1909 – Kertész Erzsébet magyar író († 2005)
- 1912 – Michelangelo Antonioni Oscar-díjas olasz filmrendező († 2007)
- 1913 – Stanley Kramer amerikai filmrendező, producer († 2001)
- 1913 – Trevor Howard (er. Trevor Wallace Howard-Smith) angol színész († 1988)
- 1922 – Vajda Dezső magyar színész, operaénekes, érdemes művész († 1989)
- 1924 – Steve Forrest (er. William Forrest Andrews) amerikai Golden Globe-díjas színész († 2013)
- 1925 – Zsurzs Éva Kossuth-díjas magyar filmrendező († 1997)
- 1927 – Kovalik Károly magyar újságíró, riporter, televíziós műsorvezető († 1995)
- 1927 – Kováts Ervin svájci magyar kémikus, vegyészmérnök, az MTA tagja († 2012)
- 1927 – Edith Eger magyar pszichológus
- 1928 – Lantos Mihály olimpiai bajnok labdarúgó, az Aranycsapat tagja († 1989)
- 1931 – Anita Ekberg svéd színésznő († 2015)
- 1934
  - Csíkszentmihályi Mihály Széchenyi-díjas amerikai-magyar pszichológus († 2021)
  - Nagy Ervin magyar közgazdász, közlekedésügyi miniszterhelyettes
- 1935 – Jerry Lee Lewis amerikai zongoraművész, rock and roll-énekes († 2022)
- 1935 – Mylène Demongeot (er. Marie-Hélène Demongeot) francia színésznő („Milady”) († 2022)
- 1936 – Silvio Berlusconi olasz üzletember, politikus, miniszterelnök († 2023)
- 1939 – Larry Linville amerikai színész († 2000)
- 1942 – Borbás Tibor Munkácsy Mihály-díjas magyar szobrászművész († 1995)
- 1942 – Jean-Luc Ponty francia hegedűművész
- 1943 – Lech Wałęsa lengyel elektroműszerész, politikus, államfő, Nobel-békedíjas
- 1943 – Végh Alpár Sándor magyar író, újságíró († 2024)
- 1944 – Varga Zoltán magyar koreográfus, néptáncoktató, tánccsoport-vezető
- 1946 – Kalmár Márton magyar szobrászművész († 2024)
- 1948 – Theo Jörgensmann klarinétművész
- 1948 – Koroknay Géza magyar színész († 2013)
- 1948 – Makkai Miklós világbajnok magyar válogatott tekéző († 2020)
- 1949 – Fekete Gizi Jászai Mari-díjas magyar színésznő
- 1950 – D. Nagy Lajos magyar énekes, a Bikini együttes tagja
- 1950 – Sterbinszky Amália válogatott magyar kézilabdázó († 2025)
- 1951 – Gaál Erzsi magyar színésznő, rendező († 1998)
- 1955 – Lantos László Triceps magyar rendező, performer, író
- 1956 – Sebastian Coe angol atléta, az 1500 méteres futás olimpiai bajnoka
- 1967 – Dónusz Éva olimpiai bajnok magyar kajakozó
- 1969 – Erika Eleniak amerikai színésznő, fotómodell
- 1971 – Seder Gábor magyar színész, szinkronszínész
- 1971 – Ferris Bueller német zenei producer, a Scooter volt tagja
- 1976 – Andrij Sevcsenko ukrán labdarúgó
- 1979 – Szabó Simon magyar színművész
- 1980 – Răzvan Florea román úszó
- 1983 – Adam Zolotin amerikai színész
- 1984 – Per Mertesacker német labdarúgó
- 1984 – Hevesi-Tóth Tamás magyar labdarúgó
- 1986 – Joao Luis Cardoso Matias angolai úszó
- 1989 – Huo Liang kínai műugró
- 1989 – Jevhen Konopljanka ukrán labdarúgó
- 1995 – Forgács Dávid magyar labdarúgó
- 1998 – Dzsúdló magyar énekes, dalszövegíró
- 2000 – Jaden McDaniels amerikai kosárlabdázó

## Halálozások
- 1534 – Gritti Alajos olasz származású kalandor, a Magyar Királyság kormányzója (* 1480 körül)
- 1854 – Schodelné Klein Rozália magyar operaénekesnő (* 1811)
- 1854 – Armand Leroy de Saint-Arnaud francia marsall (* 1798)
- 1872 – Déryné Széppataki Róza színésznő, operaénekes (* 1793)
- 1902 – Émile Zola francia író (* 1840)
- 1927 – Willem Einthoven holland fiziológus, aki Nobel-díjat kapott az elektrokardiográf feltalálásáért (* 1860)
- 1930 – Ilja Jefimovics Repin (Илья Ефимович Репин), orosz festőművész (* 1844)
- 1941 – Aba-Novák Vilmos magyar festőművész, grafikus (* 1894)
- 1955 – Heller Farkas magyar közgazdász, az MTA tagja (* 1877)
- 1956 – Pattantyús-Ábrahám Géza magyar gépészmérnök, egyetemi tanár, Kossuth-díjas, az MTA tagja (* 1885)
- 1958 – Szobonya Zoltán magyar ügyvéd, 1956-os forradalmár (* 1909)
- 1964 – Csurka Péter újságíró, író (* 1894)
- 1968 – Taky Ferenc magyar gépészmérnök, a Budapesti Műszaki Egyetem tanára, az Elektrotechnika Tanszék újjászervezője (* 1905)
- 1977 – Hans Habe (er. neve Békéssy János) magyar szül. osztrák író, újságíró (* 1911)
- 1980 – Márton Áron az erdélyi római katolikus egyház püspöke (* 1896)
- 1981 – Bill Shankly a Liverpool FC vezetőedzője 1959 és 1974 között (* 1913)
- 1986 – Helmut Qualtinger osztrák színész, író, humorista, előadóművész (* 1928)
- 1987 – Henry Ford II amerikai autógyáros, a gyáralapító Henry Ford unokája (* 1917)
- 1988 – Mialkovszky Erzsébet magyar jelmeztervező (* 1928)
- 1988 – Basilides Zoltán magyar színész (* 1918)
- 1997 – Roy Lichtenstein amerikai festő (* 1923)
- 2007 – Zsivótzky Gyula olimpiai bajnok magyar kalapácsvető (* 1937)
- 2010 – Tony Curtis magyar származású amerikai színész (* 1925)

## Nemzeti ünnepek, emléknapok, világnapok
- A kávé világnapja Magyarországon (2009-től)
- Paraguay: boqueroni csata napja (1932)
- Mihály arkangyal, Gábriel arkangyal és Rafael arkangyal ünnepe a római katolikus egyházban, az Egyesült Királyságban: Michaelmas

## Néphagyomány
- A magyar néphagyomány szerint a pásztorok elszegődtetésének napja.
- A kukoricatörés kezdete.
- Ha Mihálykor dörög az ég, szép lesz az ősz, de kemény a tél.